# 八路军西安办事处旧址
国民革命军第八路军西安办事处旧址位于西安市新城区北新街附近的七贤庄1号；曾是全国15个八路军、新四军办事处中成立最早、坚持时间最长、影响最大的办事机构； 1959年改建为八路军西安办事处纪念馆，包括七贤庄一、三、四、七号院；1988年公布为全国重点文物保护单位。

## 历史沿革

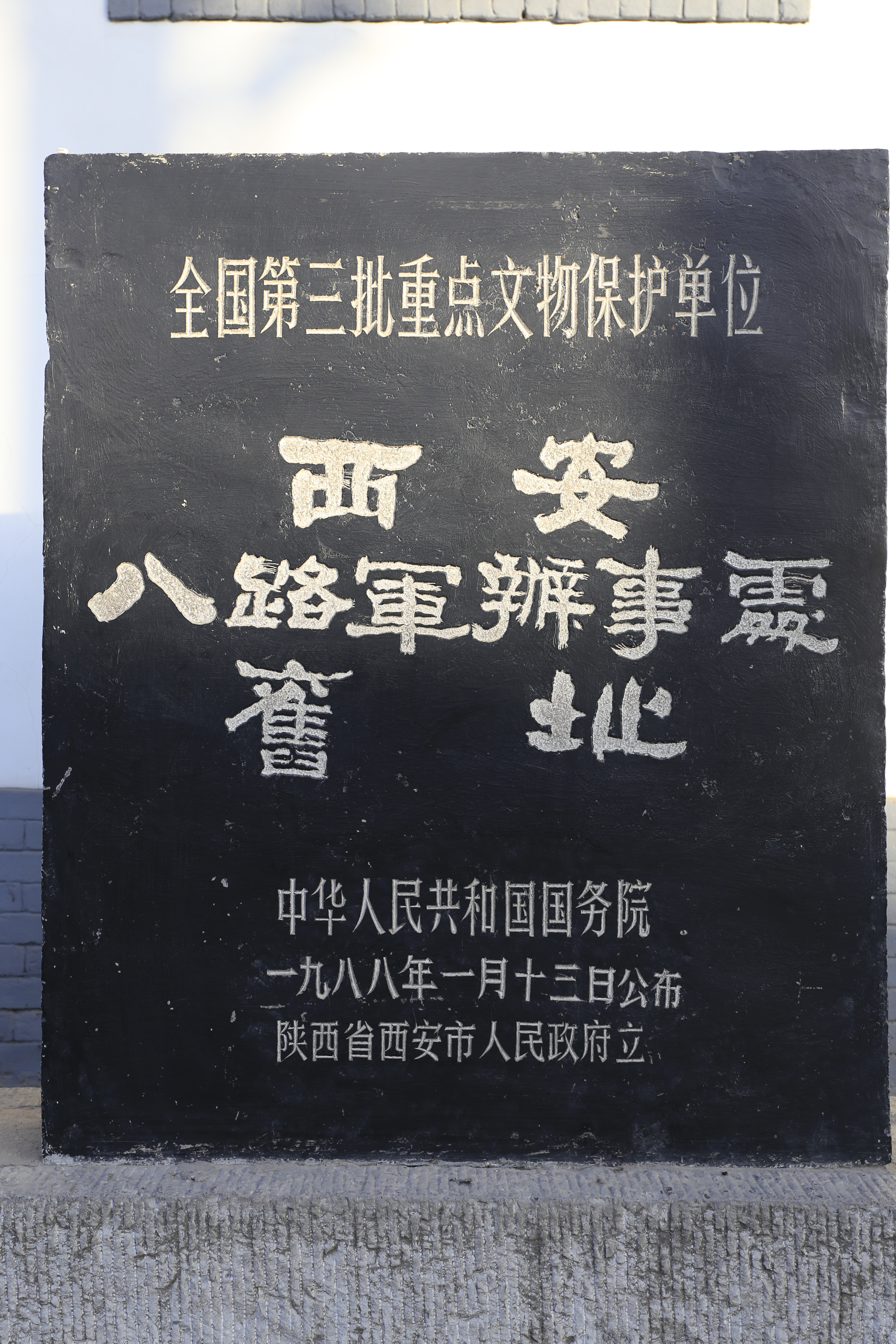
国保碑

1936年4月，在国际友人艾格尼丝·史沫特莱和海伯特的帮助下，驻东北军的中国共产党代表刘鼎根据周恩来的指示在西安古城内租用了法国医生海伯特开设在七贤庄一号的牙科医院，作为中共的地下交通站和办事处；1936年12月，西安事变和平解决后，这里成为半公开的“红军联络处”。1937年4月，红军总供给部部长叶季壮率领人员在西安七贤庄4号院设立了与红军联络处平行的采办委员会，下设有运输科。
1937年8月，抗日民族统一战线成立后，中国工农红军改编为国民革命军第八路军，原“红军联络处”也改名为“八路军驻陕办事处”，可以公开活动；林伯渠（1941年董必武）任中共中央驻陕代表；伍云甫、周子健等曾担任办事处处长。李华任副处长。宣侠父为高级参议。办事处工作人员最多时达200余人。设：
- 秘书科
- 统战科
- 机要科
- 会计科
- 总务科
- 交通发行科
  - 八路军西安采办委员会汽车队：为加强汽车的使用管理，1939年10月成立。共有汽车22辆。因车队驻地在西安市七贤庄15号，故社会上习惯称“七贤庄汽车队”。汽车队设有队长、指导员。每车配有正副司机各1名，并设有“押车排”,有押车副官10多人。
- 经理科。
- 《解放周刊》、《新华日报》分销处：在通济坊。

第二次国共内战全面爆发前夕，1946年9月10日，八路军驻陕办事处撤回延安。

## 主要作用
八路军驻西安办事处是1937年至1946年期间，中共设在国民党统治区的一个公开的合法机构；其主要任务是：宣传共产党的抗日主张，开展抗日民族统一战线工作；招收、输送进步青年去延安；为陕甘宁边区和抗日前线领取、转运和采购战争物资。周恩来、朱德、刘少奇、彭德怀、张闻天、任弼时、刘少奇、秦邦宪（博古）、叶剑英、邓小平、吴玉章等人曾多次在办事处工作、生活；徐特立、徐向前、邓颖超、贺子珍、康克清、聂荣臻、林彪、陈赓、粟裕、罗瑞卿、伍修权、白求恩、柯棣华和史沫特莱、巴苏等也曾在此居住；人员最多时，七贤庄一号有300多人；后来的中共高级领导人，如江青、陈慕华等，也都是经八路军西安办事处赴延安的。

## 建筑
七贤庄位于西安市北新街附近，毗邻西安市后宰门小学，是一处坐北朝南的庭院建筑群落，共有庭院10座。八路军西安办事处就设立在这座院落西头的一号院内。办事处南北长82米，东西宽17米，占地面积1,300多平方米；建筑为砖木结构平房，硬山顶，土坯心表砖墙壁；南、西、北各设1门。内有接待室、会客室、办公室、重要领导人的住房、库房、厨房、电台室、译电室、机要室、救亡室等。